# Wetzsteinhorn
Wetzsteinhorn är en bergstopp i Schweiz.   Den ligger i distriktet Sierre och kantonen Valais, i den sydvästra delen av landet, 60 km söder om huvudstaden Bern. Toppen på Wetzsteinhorn är 2 782 meter över havet, eller 59 meter över den omgivande terrängen. Bredden vid basen är 0,42 km.
Terrängen runt Wetzsteinhorn är huvudsakligen mycket bergig. Wetzsteinhorn ligger uppe på en höjd som går i öst-västlig riktning. Närmaste större samhälle är Sion, 16,0 km söder om Wetzsteinhorn. 
Trakten runt Wetzsteinhorn består i huvudsak av gräsmarker. Runt Wetzsteinhorn är det ganska glesbefolkat, med 36 invånare per kvadratkilometer.